# RASH
RASH е абревиатура, която означава „Red and Anarchist Skinheads“ (червени и анархистки скинхеди) и е субкултура в по-широката пънк сцена, която се появява през 1980-те години. Скинхедите от RASH се идентифицират с леви и антифашистки политики и често използват външния си вид и музика за да изразят своите убеждения. Скинхедите от RASH са активни в антифашистката борба, а някои от тях са свързани с движението „Antifa“.
Важно е да се отбележи, че „Antifa“ и „RASH“ не са едно и също, въпреки че има някои общи черти между двете. „Antifa“ е по-широко политическо движение, което включва активисти от различни среди и субкултури, докато „RASH“ е конкретна субкултура в пънк сцената. В допълнение, въпреки че и двете са свързани с леви политики и антифашистки борби, те не са необходимо синонимни помежду си.